# Sternádel Sándor
Sternádel Sándor (Szerencs, 1953. május 30. – Miskolc, 2014. december 1. előtt) miskolci lokálpatrióta, a Miskolc a múltban Facebook-csoport egyik alapítója és adminja.
Aktív dolgozóként a Megyei Kórházban dolgozott, később a Városgazda Kft.-nél. Nyugdíjasként a Miskolc a múltban csoport adminisztrálását tekintette fő feladatának, ahol Oldsteró néven ismerték. A 2010 szeptemberében indult csoport, melyben főleg a 20. század közepi Miskolc emlékeit osztják meg, ma több mint 40 000 tagot számlál. A csoport gyakran szervezett találkozókat is. Többek között az Avasi kilátó felépülésének 50. évfordulóján összegyűltek az Avasi Kilátónál, 2013. augusztus 20-án. De a csoporthoz köthető a miskolci ismert ikonikus építmény 2024. évben történt visszaállítása is.
A sport- és kézilabda iránti érdeklődése végigkísérte az életét. Korábbi munkahelye, a B-A-Z Megyei Kórház kézilabda csapatának felépítésében, működtetésében több szerepkörben feladatot vállalt.
2014. december elsején tették közzé a Facebook-csoportban, hogy elhunyt.